# 椎名林檎と彼奴等がゆく 百鬼夜行2015
『椎名林檎と彼奴等がゆく 百鬼夜行2015』（しいなりんごときゃつらがゆく ひゃっきやこう2015）は、日本のシンガーソングライター・椎名林檎が2015年に開催したコンサートツアー、およびその模様を収録したライブ映像作品。2017年5月31日にユニバーサルミュージックよりDVDおよびBlu-ray Discで発売。

## 映像作品
本作は2枚組仕様であり、ディスク1には椎名が2015年10月から12月にかけて開催したコンサートツアー「椎名林檎と彼奴等がゆく 百鬼夜行2015」より、12月9日に行われた神奈川県民ホール公演の模様が収録されている。ディスク2には同会場で2016年2月23日に行われた「椎名林檎と彼奴等による 陰翳礼讃2016」と題した全10曲のライブセッションが収録されている。
ディスク1収録の公演の模様は、2016年2月にWOWOWで発売に先行して放送されたが、本作では選曲が見直されて収録曲が増えた ほか、映像の編集も放送時とは異なっている。
ディスク2収録のライブセッションは2015年のツアーが始まる前から提案されていたもので、ツアーのセットリストから漏れた曲の中からファンからのニーズが高いと思われる10曲が選ばれている。ツアーとは対照的に、ジャジーなファッションと演奏スタイルで行われたこのセッションでは、敢えてリハーサルを重ねずに音楽が生まれる瞬間の奇跡を捉えようと臨んでいる。
本作の映像監督ウスイヒロシによると、「百鬼夜行」は21台、「陰翳礼讃」は8台のカメラを使って収録し、「陰翳礼讃」は「セッションの鮮度を損なわないように」という椎名からのディレクションに沿って撮影プランが設計された。
本作の発売がツアー終了から約1年半もの時間を要したのは、椎名が各方面からオファーが寄せられていた提供楽曲と、ツアー当時から水面下で調整が進んでいた2016年8月〜9月のリオ・オリンピック/パラリンピック閉会式における「フラッグハンドオーバーセレモニー」の制作に尽力していたため。
通販限定となる初回限定盤はケース付きハードカバーブック仕様で、椎名のデビュー19周年記念日にあわせて2017年5月27日に個人事務所の黒猫堂から先行販売された。

## 収録曲
全作詞・作曲：椎名林檎（注記を除く）　全編曲：椎名林檎、村田陽一
| #   | タイトル                                                   | 作詞 | 作曲・編曲 |
| --- | ---------------------------------------------------------- | ---- | ---------- |
| 1.  | 「凡才肌」                                                 |      |            |
| 2.  | 「やさしい哲学」(作曲：冨田恵一)                           |      |            |
| 3.  | 「いろはにほへと」                                         |      |            |
| 4.  | 「尖った手□」(作詞：椎名林檎、Mummy-D)                     |      |            |
| 5.  | 「労働者」                                                 |      |            |
| 6.  | 「走れゎナンバー」                                         |      |            |
| 7.  | 「神様、仏様」(作詞：椎名林檎、向井秀徳)                   |      |            |
| 8.  | 「現実に於て」(作曲：H是都M)                               |      |            |
| 9.  | 「現実を嗤う」                                             |      |            |
| 10. | 「SG～Superficial Gossip～」                               |      |            |
| 11. | 「熱愛発覚中」                                             |      |            |
| 12. | 「とりこし苦労」                                           |      |            |
| 13. | 「至上の人生」                                             |      |            |
| 14. | 「ブラックアウト」                                         |      |            |
| 15. | 「迷彩」                                                   |      |            |
| 16. | 「罪と罰」                                                 |      |            |
| 17. | 「夢の途中」(唄：浮雲；作詞：来生えつこ；作曲：来生たかお) |      |            |
| 18. | 「Σ」                                                      |      |            |
| 19. | 「警告」                                                   |      |            |
| 20. | 「マヤカシ優男」                                           |      |            |
| 21. | 「名うての泥棒猫」                                         |      |            |
| 22. | 「真夜中は純潔」                                           |      |            |
| 23. | 「きらきら武士」(作詞・作曲：池田貴史)                     |      |            |
| 24. | 「御祭騒ぎ」                                               |      |            |
| 25. | 「長く短い祭」                                             |      |            |
| 26. | 「群青日和」(作曲：H是都M)                                 |      |            |
| 27. | 「NIPPON」                                                 |      |            |
| 28. | 「逆さに数えて」                                           |      |            |
| 29. | 「虚言症」                                                 |      |            |

| #   | タイトル                                       | 作詞 | 作曲・編曲 |
| --- | ---------------------------------------------- | ---- | ---------- |
| 1.  | 「青春の瞬き」                                 |      |            |
| 2.  | 「歌舞伎町の女王」                             |      |            |
| 3.  | 「ちちんぷいぷい」                             |      |            |
| 4.  | 「密偵物語」(作詞：Jack Brown)                 |      |            |
| 5.  | 「殺し屋危機一髪」(作曲：椎名林檎、タブゾンビ) |      |            |
| 6.  | 「カリソメ乙女」                               |      |            |
| 7.  | 「旬」                                         |      |            |
| 8.  | 「おいしい季節」                               |      |            |
| 9.  | 「女の子は誰でも」                             |      |            |
| 10. | 「ありあまる富」                               |      |            |

## リリース履歴
| 発売日        | レーベル        | 規格  | 品番             | 備考       |
| ------------- | --------------- | ----- | ---------------- | ---------- |
| 2017年5月27日 | Kronekodow Ltd. | 2-DVD | KROD-10101/10201 | 初回限定盤 |
| 2017年5月27日 | Kronekodow Ltd. | 2-BD  | KROB-10101/10201 |            |
| 2017年5月31日 | EMI Records     | 2-DVD | UPBH-20186/7     | 通常盤     |
| 2017年5月31日 | EMI Records     | 2-BD  | UPXH-20053/4     |            |

## ツアー
「椎名林檎と彼奴等がゆく 百鬼夜行2015」は、2015年10月から12月にかけて開催された椎名としては2003年の「実演ツアー 雙六エクスタシー」以来12年ぶりとなるホールツアー。
“百鬼夜行”とは、2015年5月に発売されたシングル「長く短い祭／神様、仏様」に端を発したコンセプトで、椎名曰く「児玉裕一監督が撮った『神様、仏様』のMVの終盤で私が東京タワーの上から飛び降りたのは〈結局何が一番怖いって此の娑婆世界の人間様よ〉というメッセージを伝えたかったから。それをツアーではより辛辣に強調したくて、このタイトルとセットリストを組み立てました」とのこと。タイトルに冠された「彼奴等」とは、演奏家である玉田豊夢、鳥越啓介、ヒイズミマサユ機、浮雲、名越由貴夫、村田陽一、西村浩二、山本拓夫という8人からなるスペシャルバンド「MANGARAMA」（マンガラマ）のこと。若干のメンバー変更はあるものの、2015年8月に台湾で行われた椎名初の海外公演「(生)林檎博 '15 −垂涎三尺−」の演奏を務めたバンドと基本的には同じ。
セットリストは、ツアー時点での最新アルバム『日出処』の収録曲、椎名がまだ十代だった頃の初期作品、東京事変時代に書かれた作品、そして他のアーティストへの提供および客演曲までが入り混じった多様なものとなっている。
本ツアーの演出やスタッフなどは、椎名がスーパーバイザーを務めたリオ・オリンピック閉会式のフラッグハンドオーバーセレモニーと一部共通する。「凡才肌」のパフォーマンス中に椎名が被っていた角隠しのようなヘッドアクセサリーは、リオ・オリンピック閉会式のセレモニー冒頭で「君が代」が流れた際のパフォーマーたちの装束と同じレ・クリント を想起させる折り紙の技術で作られており、ツアーで使用された映像でダンスを披露したELEVENPLAYとその振付家のMIKIKO、MANGARAMAのメンバーの浮雲とヒイズミマサユ機（H ZETT M）、そして村田陽一らは、それぞれ演出スタッフやボーカル、使用楽曲の提供、編曲などで閉会式のセレモニーに関わっている。

### 演奏
| MANGARAMA（マンガラマ） - ベース：鳥越啓介 - ドラム：玉田豊夢 - キーボード：ヒイズミマサユ機 - ギター&ボーカル：浮雲 - エレクトリック・ギター：名越由貴夫 - トロンボーン：村田陽一 - トランペット： 西村浩二 - サックス、フルート、クラリネット： 山本拓夫 | ゲスト - ラップ：MUMMY-D（RHYMESTER） - ダンス：ELEVENPLAY |

### 日程
|    | 公演日         | 会場                                            |
| -- | -------------- | ----------------------------------------------- |
| 1  | 2015年10月14日 | オリンパスホール八王子（東京都）                |
| 2  | 2015年10月15日 | オリンパスホール八王子（東京都）                |
| 3  | 2015年10月26日 | フェスティバルホール（大阪府）                  |
| 4  | 2015年10月27日 | フェスティバルホール（大阪府）                  |
| 5  | 2015年11月6日  | NHKホール（東京都）                             |
| 6  | 2015年11月7日  | NHKホール（東京都）                             |
| 7  | 2015年11月12日 | 名古屋国際会議場 センチュリーホール（愛知県）   |
| 8  | 2015年11月13日 | 名古屋国際会議場 センチュリーホール（愛知県）   |
| 9  | 2015年11月19日 | 新潟県民会館大ホール（新潟県）                  |
| 10 | 2015年11月25日 | 仙台サンプラザホール（宮城県）                  |
| 11 | 2015年11月30日 | 福岡サンパレス（福岡県）                        |
| 12 | 2015年12月1日  | 福岡サンパレス（福岡県）                        |
| 13 | 2015年12月8日  | 神奈川県民ホール 大ホール（神奈川県）           |
| 14 | 2015年12月9日  | 神奈川県民ホール 大ホール（神奈川県）           |
| 15 | 2015年12月11日 | さっぽろ芸術文化の館 ニトリ文化ホール（北海道） |
| 16 | 2015年12月17日 | 神戸国際会館 こくさいホール（兵庫県）           |
| 17 | 2015年12月18日 | 神戸国際会館 こくさいホール（兵庫県）           |
| 18 | 2015年12月20日 | 上野学園ホール（広島県）                        |

### セットリスト
| 1. 凡才肌 2. やさしい哲学 3. いろはにほへと 4. 尖った手□ 5. 労働者 6. 走れゎナンバー 7. 神様、仏様 8. 現実に於て 9. 現実を嗤う 10. SG〜Superficial Gossip〜 11. 熱愛発覚中 12. とりこし苦労 13. 至上の人生 14. ブラックアウト | 1. 迷彩 2. 罪と罰 3. 夢の途中（歌：浮雲） 4. Σ 5. 警告 6. マヤカシ優男 7. 名うての泥棒猫 8. 真夜中は純潔 9. きらきら武士 10. 華麗なる逆襲 11. 御祭騒ぎ 12. 長く短い祭（歌：椎名林檎と浮雲） 13. 群青日和 14. NIPPON |

備考：
- 10月14日・15日のみ「とりこし苦労」は「真夜中は純潔」の後に披露された。
- アンコール
10月14日・27日、11月7日・13日、12月1日・18日：「虚言症」
10月15日・26日、11月6日・12日、12月17日：「青春の瞬き」
11月19日：「逆さに数えて」、「旬」
11月25日、12月8・9日：「逆さに数えて」、「虚言症」
11月30日 、12月11日：「ありあまる富」
12月20日：「恋人たちのクリスマス」、「自由へ道連れ」